# NGC 6922
NGC 6922 (również PGC 64814 lub UGC 11574) – galaktyka spiralna (Sc), znajdująca się w gwiazdozbiorze Orła. Odkrył ją 24 lipca 1863 roku Albert Marth.
W galaktyce tej zaobserwowano supernową SN 2010il.